# Maliq
Maliq – miasto w południowo-wschodniej Albanii, znajdujące się w okręgu Korcza w obwodzie Korcza, 10 km od Korczy i 24 km od granicy z Grecją. Jedno z najwyżej położonych miast w Albanii (825 m n.p.m.). Ludność: 4157 (2011).
W pobliżu miasta odkryto jedną z największych w Albanii osad z okresu neolitu. Zespół osadniczy składał się z chat zbudowanych z trzciny i ziemi, wznoszonych na podstawach z kamienia. W przeszłości niewielka osada Krastafilak, położona na zabagnionym terenie w latach 50. uległa przekształceniu w miasto (obecnie nazwę Krastafilak nosi jedna z dzielnic miasta). Wybudowanie miasta stało się możliwe dzięki akcji osuszania bagien, przeprowadzonej w latach 1947–1950, w znacznej mierze siłami więźniów z utworzonego w pobliżu obozu pracy.
W mieście uruchomiono w 1951 pierwszą w Albanii cukrownię, noszącą nazwę Kombinat Cukrowniczy im. 8 listopada (alb. Kombinati i sheqerit 8 nentori). Jej upadłość po 1991 spowodowała wysoki wskaźnik bezrobocia i postępujący spadek liczby ludności. W mieście powstały także gorzelnia i fabryka drożdży, wykorzystujące w produkcji odpady z produkcji cukru. W 1962, w miejscowym Pałacu Kultury powstał zespół estradowy (obecnie nieistniejący), z którym współpracowali aktorzy Koço Qëndro i Aleko Prodani.